# El Guardià
"El Guardià" (títol original en anglès "Caretaker") és l'estrena de la sèrie estatunidenca de televisió de ciència-ficció Star Trek: Voyager, es va emetre per primera vegada com un episodi doble el 16 de gener de 1995, com a primera transmissió televisiva de la cadena incipient UPN. Posteriorment es va dividir en dues parts per a la redifusió, però es va publicar en el seu format original d'un episodi en DVD i serveis de streaming. Ambientada al segle XXIV, la sèrie segueix les aventures de la tripulació de la Flota Estel·lar i els Maquis de la nau estel·lar USS Voyager després de quedar atrapats al Quadrant Delta lluny de la resta de la Federació.
L'estrena va ser vista per 21,3 milions de persones el 1995. L'episodi va guanyar dos premis Emmy i va iniciar la sèrie en una sèrie de set temporades que va concloure el 2001.

## Emissió original i UPN
"El Guardià" es va emetre a la United Paramount Network el 16 de gener de 1995. Es va emetre com un únic programa de 90 minuts, tot i que més tard també es va emetre com dos episodis separats d'aproximadament 45 minuts. "El Guardià" va marcar el llançament de la nova cadena de televisió de Paramount, United Paramount Network, o UPN. L'estrena es va emetre entre les 20:00 i les 22:00, hora de l'est, aquell dilluns; tanmateix, no totes les llars de televisió la van veure aquella nit i aquella hora, ja que la cobertura de la cadena en mercats més petits (on fins i tot estava disponible) consistia principalment en afiliacions secundàries, amb la programació d'UPN programada amb un retard al voltant del de la cadena principal de l'afiliat. Per exemple, la filial de St. Louis KDNL la va emetre amb un retard de 2,5 hores (a les 21:30 h, hora central) després de la programació de la Fox del vespre. En alguns mercats, com ara Nova York, "El Guardià" es va emetre en contraposició a diferents reposicions de Star Trek en altres canals.

## Argument
| « | Descontents amb un nou tractat, els colons de la Federació al llarg de la frontera cardassiana s'han unit. Fent-se dir "Els Maquis", continuen lluitant contra els cardassians. Alguns els consideren herois, però per als governs de la Federació i Cardàssia, són fora de la llei. | » |

Un text en desplaçament introdueix la relació de Cardàssia i la Federació amb els rebels Maquis. L'escena inicial mostra els cardassians perseguint una nau espacial maquis més petita que escapa a les Badlands, una nebulosa volàtil. La nau cardassiana és danyada per una tempesta de plasma i la nau maquis queda atrapada en una ona de desplaçament.
A la Terra, la capitana Kathryn Janeway de la nau estel·lar de la Federació USS Voyager recluta Tom Paris, un exoficial de la Flota Estel·lar caigut en desgràcia i ara un membre maquis capturat, per ajudar a trobar la nau espacial maquis desapareguda. Janeway busca Tuvok, el seu oficial de seguretat que era un espia a bord de la nau maquis. Sortint de l'Espai Profund 9, la Voyager viatja a les Badlands, on és escanejada per un "feix de tetrions coherent" abans que una ona de desplaçament colpegi i causi estralls a la nau.
La tripulació es recupera i es troba al Quadrant Delta, a més de 70.000 anys llum de l'espai de la Federació. Entre les víctimes mortals hi ha el segon al comandament de la Voyager, l'oficial de timoner, l'enginyer en cap i el personal mèdic. L'Holograma Mèdic d'Emergència s'activa per tractar els ferits. Abans de determinar el seu rumb, la tripulació és transportada a una simulació hologràfica a bord d'una matriu propera controlada per un ésser conegut com el Guardià. A través de la simulació, la tripulació de la Voyager descobreix la tripulació inconscient dels Maquis sotmesa a estranys experiments mèdics. La tripulació de la Voyager és sotmesa als mateixos experiments. Més tard, ambdues tripulacions es desperten a les seves pròpies naus i descobreixen que a cadascuna els falta un membre de la tripulació: Harry Kim de la Voyager, i la B'Elanna Torres dels Maquis. Els intents de negociar amb el Guardià són infructuosos, ja que insisteix que "no hi ha temps". Janeway s'ofereix a treballar amb el líder dels Maquis Chakotay, un exoficial de la Flota Estel·lar, per trobar la tripulació desapareguda i tornar al Quadrant Alfa.
Les dues naus segueixen els polsos d'energia enviats des del conjunt a un planeta proper. De camí, es troben amb Neelix, un comerciant espacial desitjós d'ajudar-los a canvi d'aigua i rescatar el seu company, l'Ocampa Kes, dels violents Kazon que habiten la superfície del planeta. La gent de Kes viu en un complex subterrani, cuidat pel Guardià, que els subministra energia i altres elements essencials. L'única expectativa és que atenguin qualsevol ésser que els enviïn, cadascun patint una malaltia incurable. Mentre les tripulacions determinen com rescatar Kim i Torres, el Guardià realinea la matriu i dispara ràfegues d'energia més freqüents. El cap de seguretat vulcanià Tuvok dedueix que el Guardià s'està morint i s'assegura que els Ocampa estiguin fora de perill segellant el complex subterrani, tot i que finalment els seus recursos s'esgotaran. Amb el temps escassejant, un equip combinat fora de l'espai penetra els escuts que protegeixen el complex i rescata Kim i Torres.
Les tripulacions tornen a demanar al Guardià que els torni al Quadrant Alfa. Revela que formava part d'una antiga raça alienígena la tecnologia de la qual va destruir accidentalment l'atmosfera del planeta Ocampa, deixant-lo sense vida. En compensació, ell i un altre membre de la seva raça han cuidat dels Ocampa des de llavors. El seu company s'havia anat de camí, i experimenta amb espècies de sectors galàctics distants amb l'esperança de trobar una coincidència compatible per poder reproduir-se i passar la responsabilitat a la seva descendència. A prop de la mort, el Guardià inicia la seqüència d'autodestrucció de la matriu per evitar que la tecnologia caigui en mans dels Kazon. Quan el Guardià mor, les naus són atacades per una flota Kazon. Janeway i Chakotay coordinen un contraatac per protegir la matriu; Chakotay sacrifica la seva nau per destruir una nau Kazon, però la matriu danyada desactiva la seqüència d'autodestrucció. Janeway opta per respectar els desitjos del Guardià i ordena que la matriu sigui destruïda, tot i que és la seva única oportunitat de tornar a casa. Amb la matriu destruïda, els Kazon es desconnecten. La seva líder informa a Janeway que s'ha guanyat un enemic.
Mentre la «Voyager» comença un viatge de 75 anys de tornada al Quadrant Alfa, Janeway integra els Maquis a la tripulació de la Flota Estel·lar, amb Chakotay com a segon al comandament. Janeway atorga a Paris una comissió de camp com a oficial de la Flota Estel·lar amb el rang de tinent júnior i l'assigna com a timoner. Neelix i Kes s'uneixen a la tripulació com a guies.

## Càsting

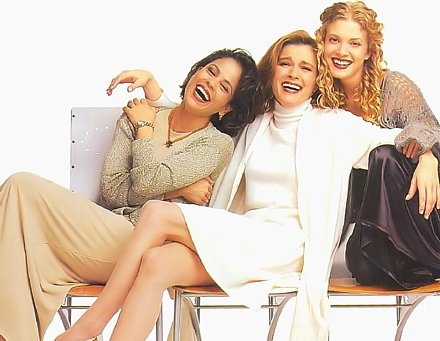
Les actrius de Voyager, Kate Mulgrew (Janeway), Roxann Dawson (Torres) i Jennifer Lien (Kes) el 1995.

Due to the nature of the plot, the rest of the series has a different set of crew starting with the next (third) episode:
Personatges principals del pont del Voyager a "El Guardià"
1. Capitana Kathryn Janeway (Kate Mulgrew), que comanda la nau estel·lar USS Voyager
2. Tinent Comandant Cavit (Scott Jaeck),[7]  Primer oficial de la Voyager quan van sortir de l'Espai Profund 9.
3. Tinent Stadi (Alicia Coppola),[8] l'oficial del timó betazoide
4. Alferes Harry Kim (Garrett Wang), l'oficial d'operacions
5. Tom Paris (Robert Duncan McNeill), Observador/consultor Maquis
6. Tinent Tuvok (Tim Russ), és l'oficial de seguretat/tàctic de la Voyager però treballa com a espia a la nau Maquis Val Jean

També hi ha l'oficial mèdic en cap sense nom (un home humà), una infermera vulcaniana sense nom i l'enginyer en cap completament invisible.
A mesura que avança l'episodi, s'introdueixen més personatges; vegeu Repartiment de Star Trek: Voyager.
Quark té una escena en aquest episodi; Va ser un personatge principal del repartiment de la sèrie Star Trek: Deep Space Nine, que estava en producció simultàniament amb Star Trek: Voyager en aquell moment. Al final de l'episodi, s'introdueixen diversos personatges importants de Voyager, inclosos Neelix i Kes. Chakotay, Torres i Tuvok també s'introdueixen a la nau espacial Val Jean al començament de l'episodi, i diversos altres personatges que es van introduir, com ara Stadi i Cavit, es perden. Com que la nau espacial es trasllada al Quadrant Delta, també es tallen la comunicació amb Espai Profund 9 i la Flota Estel·lar en aquell moment.

## Producció
El rodatge va començar el 6 de setembre de 1994, amb les escenes ambientades a Espai Profund 9. Es van filmar escenes amb Geneviève Bujold, la primera actriu escollida per interpretar la capitana Nicole Janeway, amb ella durant els dies 7 i 8 de setembre. Segons sembla, Bujold i el director Winrich Kolbe no van estar d'acord sobre l'actuació de Bujold: Bujold va insistir a interpretar el paper d'una manera més moderada del que Kolbe volia. Va marxar el segon dia de rodatge i la producció es va suspendre fins al 12 de setembre, quan es va començar a rodar es van reprendre les escenes sense Janeway. Entre les actrius que es van informar com a possibles substitutes de Bujold hi havia Joanna Cassidy, Susan Gibney, Elizabeth Dennehy, Tracy Scoggins i Lindsay Crouse. Kate Mulgrew va ser escollida com a capitana Kathryn Janeway, d'entre quatre actrius convocades de la ronda original d'audicions, i el rodatge de les seves escenes va començar el 19 de setembre. Diverses escenes de Bujold es poden veure als extres del DVD de la primera temporada.
"El Guardià" va trigar 31 dies a rodar-se i es va filmar en diverses ubicacions. La producció de l'episodi continua sent una de les més cares de la història de la televisió, amb un cost de 23 milions de dòlars, segons s'informa.
La sèrie té similituds amb Gene Roddenberry's Andromeda, que també presenta un holograma, una nau espacial transportada per una anomalia a un nou paisatge alienígena i les morts dels oficials del pont i la seva substitució per una tripulació d’inadaptats. Les escenes d'experiments mèdics a la matriu semblen retre homenatge a la pel·lícula de Bujold de 1978 Coma, i la seqüència inicial de l'episodi —un rastreig de text seguit d'una petita nau espacial perseguida per una de més gran— reflecteix l'inici de Star Wars.
El departament d'art de Voyager tenia la seu a l'edifici Dreier dels estudis Paramount.

### Model d'efectes especials
A finals d'octubre de 1994, el model de l'USS Voyager va ser lliurat a Image G, que va fer el treball de vídeo de fotografia de control de moviment amb el model per a les preses d'efectes especials. El model va ser lliurat per Tony Meineger a Image G, que també era la fotografia de control de moviment per al vector del Guardià, la nau Maquis i la nau espacial Kazon. El calendari de producció estava ple d'altres treballs, però en aquell moment es necessitaven plans d'efectes especials per a "Voyager" per als episodis "El Guardià" i també "Paral·laxi".

### Decoracions
Molts dels decorats principals de la sèrie es trobaven al set 8 i al set 9 dels estudis Paramount.
Un exemple de la complexitat d'alguns dels decorats és el pont de la nau espacial Voyager. El pont tenia onze monitors diferents de tres mides diferents, que mostraven gràfics personalitzats segons el que es filmava per a cada escena. Per exemple, per a una escena amb la configuració d'"alerta roja", s'haurien de mostrar els gràfics de vídeo adequats al moment. Aquests gràfics van ser creats per un equip de persones, amb necessitat tant de gràfics estàtics com de vídeo. Els vídeos es van gravar en un videocasset per reproduir-se en el moment adequat, com ara quan un actor mira un monitor. Per a "El Guardià", a causa dels canvis i les repeticions de gravacions, hi va haver alguns terminis molt difícils per tenir els gràfics a punt per a les gravacions, que sovint van implicar discussions entre el personal.

## Premis
"El Guardià" va guanyar dos Premis Emmy, per "Assoliment individual destacat en la música del tema principal" i "Destacat Assoliment individual en efectes visuals especials".

## Recepció
Variety va considerar que "El Guardià" era un llançament digne d'una sèrie de Star Trek, qualificant-la d'"impressionant" i lloant el disseny de la nau espacial Voyager de classe Intrepid. Mentre que "El Guardià" va establir amb èxit els personatges i els seus dilema, les crítiques contemporànies incloïen queixes que la integració tan ràpida de les dues tripulacions dispars no era convincent,i massa punts de la trama van quedar sense explicar, com ara com es van conèixer Neelix i Kes i com es van curar Kim i Torres.
En els mesos previs al seu llançament, els crítics ja havien assenyalat el conjunt divers de personatges de la sèrie i, per primera vegada a Star Trek, una capitana com a personatge principal. Això ret homenatge a la visió igualitària del futur de Gene Roddenberry, com quan va incloure el personatge femení Número U com a segon al comandament de l'Enterprise al pilot original de 1965 de Star Trek, "La gàbia". L'actriu que va interpretar aquest personatge, Majel Barrett (que aviat es va casar amb Roddenberry), també va posar la veu a l'ordinador de bord en diverses sèries de «Star Trek», inclosa «Voyager».
Tot i que els 21,3 milions d'espectadors vans er inferiors als de Totes les coses bones..., el final de la setena temporada de La nova generació, que va tenir més de 30 milions d'espectadors quan va concloure l'any anterior, Tot i que les audiències de Voyager van anar disminuint lentament, va aconseguir set temporades de producció. Igual que amb Deep Space Nine, va tenir audiències constantment més baixes que La nova generació, però va aconseguir expandir la franquícia Star Trek i satisfer la gana popular per les sèries de Star Trek que havia crescut fins a un frenesí a la dècada de 1990.
Alicia Coppola, quan se li va preguntar l'any 2000 sobre interpretar el tinent Stadi als segments inicials de l'episodi, va comentar que el paper era "un gran paper".
El 2012, Den of Geek va classificar "El Guardià" com el 84è millor episodi de la sèrie.
El 2015, una guia de marató de sèries de Star Trek: Voyager de Wired suggeria que no es podia saltar aquest episodi.
El 2016, The Hollywood Reporter va classificar "El Guardià" entre els 100 millors episodis de la franquícia "Star Trek", i va assenyalar la seva similitud amb l'univers "La nova Generació", on l'"Enterprise" sovint era transportada a un lloc distant des del qual s'esperava que la tripulació escapés. Dos exemples d'això són "Allà on no ha estat mai ningú" i "L'oferta", en aquest últim dels quals una nau espacial queda encallada al quadrant Delta, igual que la "Voyager". La "Voyager" es troba amb els personatges de "L'oferta" a l'episodi de la tercera temporada "Falsos guanys".
El 2016, The Hollywood Reporter va dir que aquest era el 84è millor episodi de tota la televisió de Star Trek.
El mateix any, van classificar "El Guardià" com el 14è millor episodi de Star Trek: Voyager, comentant: "L'estrena de la sèrie de Voyager prometia un Star Trek com cap altre abans", però assenyalant els seus vincles amb Star Trek: La nova generació que va acabar les seves emissions diversos mesos abans.
El 2016, SyFy va classificar "El Guardià" com el quart millor dels sis pilots principals de la sèrie de televisió Star Trek creats fins aleshores. Van considerar que el "primer acte fa una bona feina construint tant els personatges com la tensió", i en general era molt ambiciós. Malgrat aquests punts forts, van assenyalar una sèrie de problemes que anaven des de preguntes sobre la trama, la tecnologia de la ciència-ficció i els personatges.
El 2017, Den of Geek va classificar "El Guardià" entre els cinquanta millors episodis de tot Star Trek, assenyalant que es va llançar una nova sèrie de televisió i va ser un "punt de referència". Després de tornar a veure l'episodi el 2019, Den of Geek va assenyalar com l'estrena havia estat "captivadora" mentre "[preparava] l'escenari per a una altra gran missió a la frontera final".
El 2017, GameSpot va classificar aquest com el tercer millor episodi pilot d'una sèrie de Star Trek.
El 2019, Screen Rant va classificar "El Guardià" com un dels cinc millors episodis de Star Trek: Voyager, destacant com introduïa personatges amb una trama emocionant i feia ús d’Espai Profund 9 fent-hi una escala.
El 2020, io9 va llistar els episodis de dues parts com un dels "imprescindibles" de la primera temporada de Star Trek: Voyager.
El 2020, Tor va qualificar "El Guardià" amb cinc sobre deu, assenyalant que, tot i que era una bona introducció a la sèrie, van considerar que tenia "detalls manipulats".
El 2020, Syfy va classificar aquest com el 15è millor episodi de Star Trek: Voyager.

## Llançaments
"El Guardià" es va estrenar diverses vegades en VHS en diversos mercats després de la seva emissió el 1995. El primer llançament en VHS al Regne Unit va ser el juny de 1995 per l'empresa CIC. A la dècada del 2010, es va notar que era una lluita per enregistrar la història del VHS, i algunes universitats van intentar salvar les biblioteques de la cassets. "El Guardià" es va publicar en diversos conjunts, per exemple, al conjunt VHS The Four Beginnings, que incloïa els primers episodis de TOS, TNG, DS9 i Voyager.
"El Guardià" es va publicar en format PAL LaserDisc al Regne Unit com a part de la col·lecció The Pilots, l'abril de 1996. Aquesta col·lecció incloïa la versió en color de "La gàbia", "On no ha anat mai cap home", "Trobada a Farpoint", "Emissary" i "El Guardià", amb una durada total de 379 minuts.
"El Guardià" es va publicar en cintes VHS el 4 d'abril de 2000, i tant el 2004 com el 2017 com a part del conjunt de DVD de la primera temporada Voyager quan es va publicar tota la sèrie Voyager.
La banda sonora, amb obres de Jay Chattaway i Jerry Goldsmith, es va publicar en disc compacte el 17 d'octubre de 1995. El llançament també inclou un fulletó de text amb diverses dades sobre els compositors pel que fa a la banda sonora de "El Guardià".
Amb motiu del llançament del servei de streaming Paramount+, el 4 de març de 2021, es va presentar una marató gratuïta d'un sol dia de Star Trek, amb els primers episodis de les diverses sèries de televisió Star Trek, inclosa "El Guardià". La marató va començar a les 7 del matí PT/10 del matí ET i es va transmetre en directe a la plataforma de vídeo d'Internet YouTube, passant per cada episodi cronològicament per ordre de llançament, amb "Caretaker" emetent-se entre "Emissary" i "Broken Bow".

## Novel·la
Una novel·lització de "El Guardià" va ser publicada com una novel·la de 278 pàgines, i també com un audiollibre el 1995 per Simon & Schuster. La versió novel·lada de la història va ser escrita per L.A. Graf.